# Список союзных республик СССР
Количество союзных республик Союза Советских Социалистических Республик изменялось от 4 до 16.

## История
В момент образования 30 декабря 1922 года СССР состоял из 4 республик (РСФСР, УССР, БССР, ЗСФСР).
В результате национально-государственного размежевания в Средней Азии 1924—1925 годов с принятием в СССР Бухарской Советской Социалистической Республики (ранее — Бухарская Народная Советская Республика) и Хорезмской Советской Социалистической Республики (ранее — Хорезмская Народная Советская Республика) были образованы Узбекская ССР и Туркменская ССР (постановлением ЦИК СССР принято 27 октября 1924 года, декларации об образовании приняты в феврале 1925 года на Учредительных съездах Советов республик и официально приняты на Третьем съезде Советов в мае 1925 года); союзных республик стало 6.
16 октября 1929 года 3-й Всетаджикский съезд Советов принял декларацию о выводе Таджикской АССР из состава РСФСР и преобразовании её в Таджикскую ССР, и 5 декабря 1929 года ЦИК СССР утвердил это решение; союзных республик стало 7.
При принятии Конституции СССР
5 декабря 1936 года ЗСФСР была разделена на Азербайджанскую ССР, Армянскую ССР и Грузинскую ССР, а входившие в РСФСР Казахская АССР и Киргизская АССР были выведены из её состава и преобразованы в Казахскую ССР и Киргизскую ССР; союзных республик стало 11.
31 марта 1940 года, после присоединения части приграничных территорий Финляндии, полученных СССР по Московскому мирному договору, завершившему советско-финскую «зимнюю» войну (1939—1940), Карельская АССР была выведена из РСФСР и преобразована в союзную республику в составе СССР — Карело-Финскую ССР; союзных республик стало 12.
В августе 1940 года в СССР были приняты Молдавская ССР (2 августа), Литовская ССР (3 августа), Латвийская ССР (5 августа) и Эстонская ССР (6 августа); союзных республик стало 16. При принятии в 1944 году в СССР Тувинской Народной Республики она стала не союзной республикой, а Тувинской АО в составе РСФСР.
С 16 июля 1956 года Карело-Финская ССР возвращена в статус автономной республики в составе РСФСР и вновь преобразована в Карельскую АССР; союзных республик стало 15.
Согласно некоторым источникам, в 1960-е годы во время правления Тодора Живкова им ставилось, но не было принято предложение о включении Болгарии в состав СССР как союзной республики.
При параде суверенитетов 1989—1991 годов из 15 союзных республик шесть объявили об отказе вступать в предполагавшийся как мягкая федерация новый Союз Советских Суверенных Республик, затем Союз Суверенных Государств (ССГ), заявив о независимости (Литва, Латвия, Эстония, Армения и Грузия) и о переходе к ней (Молдова). При этом ряд бывших автономных республик России (Татарстан, Башкортостан, Чечено-Ингушетия), Грузии (Абхазия, Южная Осетия), Молдовы (Приднестровье, Гагаузия), Украины (Крым) объявили о желании стать членами Союза.
Затем в ходе обвального распада СССР после августовского путча ГКЧП властями СССР была признана независимость трёх прибалтийских республик, и независимость провозгласили почти все оставшиеся союзные республики. Семью союзными республиками (Россия, Беларусь, Казахстан, Кыргызстан, Таджикистан, Туркменистан, Узбекистан) было принято решение по заключению договора о создании ССГ как конфедерации. Однако после прошедшего референдума о независимости Украины тремя республиками-учредителями СССР (РСФСР, УССР и БССР) подписываются беловежские соглашения о его роспуске, которые затем утверждаются всеми двенадцатью республиками, и вместо ССГ создаётся Содружество Независимых Государств как международная (межгосударственная) организация. При этом к моменту роспуска СССР 8—12 декабря 1991 года из всех союзных республик только три не объявили о независимости, а также не провели референдумы о независимости (Россия, Беларусь, Казахстан; последний сделал это позже).

## Конституционный порядок

Герб СССР с надписью «Пролетарии всех стран, соединяйтесь!» на языках союзных республик

Согласно Конституции СССР 1977 года (гл. 8, ст. 71) республики Советского Союза расположены в следующем порядке:
1. РСФСР
2. Украинская ССР
3. Белорусская ССР
4. Узбекская ССР
5. Казахская ССР
6. Грузинская ССР
7. Азербайджанская ССР
8. Литовская ССР
9. Молдавская ССР
10. Латвийская ССР
11. Киргизская ССР
12. Таджикская ССР
13. Армянская ССР
14. Туркменская ССР
15. Эстонская ССР

В этом же порядке девизы союзных республик расположены на гербе СССР — снизу вверх поочерёдно слева и справа (для зрителя).
Порядок приблизительно соответствует численности населения на момент создания республик. Этот порядок был внесён Законом СССР от 25 февраля 1947 года «Об изменении и дополнении текста Конституции (Основного Закона) СССР», в частности, гласившим: «В статье 13 перечислить союзные республики в соответствии с численностью населения и изложить эту статью следующим образом…».

## Алфавитный порядок

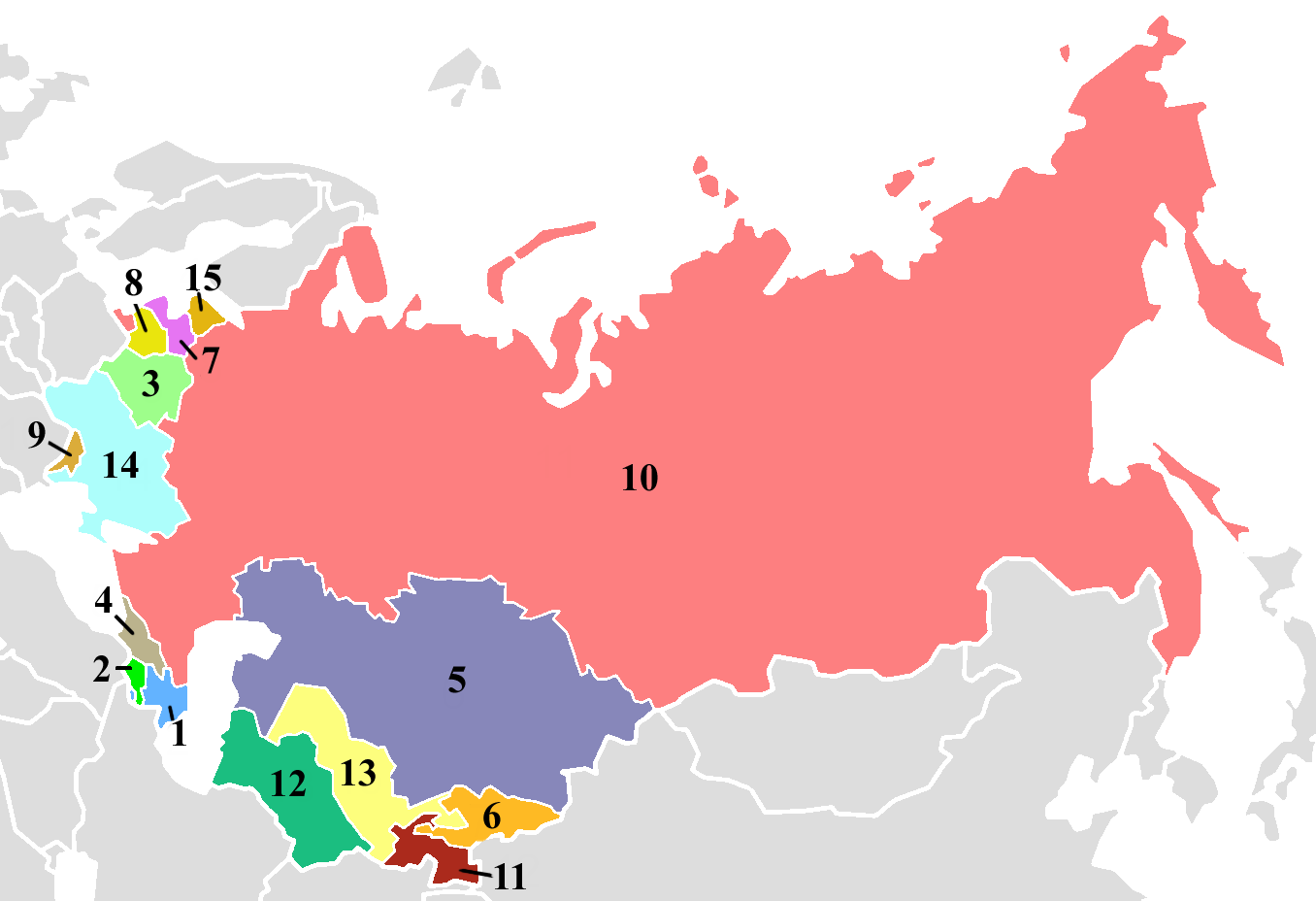
Состав СССР

Порядок алфавитный, номера по карте:
1. Азербайджанская ССР
2. Армянская ССР
3. Белорусская ССР
4. Грузинская ССР
5. Казахская ССР
6. Киргизская ССР
7. Латвийская ССР
8. Литовская ССР
9. Молдавская ССР
10. РСФСР
11. Таджикская ССР
12. Туркменская ССР
13. Узбекская ССР
14. Украинская ССР
15. Эстонская ССР
16. Карело-Финская ССР (на карте не отмечена, в 1956 году вошла в состав РСФСР)

## В порядке уменьшения плотности населения
| Место | Республика          | Плотность, чел./км² |
| ----- | ------------------- | ------------------- |
| 1     | Молдавская ССР      | 128,2               |
| 2     | Армянская ССР       | 110,3               |
| 3     | Украинская ССР      | 85,6                |
| 4     | Азербайджанская ССР | 81,3                |
| 5     | Грузинская ССР      | 77,5                |
| 6     | Литовская ССР       | 56,5                |
| 7     | Белорусская ССР     | 48,9                |
| 8     | Узбекская ССР       | 44,5                |
| 9     | Латвийская ССР      | 41,3                |
| 10    | Таджикская ССР      | 35,7                |
| 11    | Эстонская ССР       | 34,6                |
| 12    | Киргизская ССР      | 21,4                |
| 13    | РСФСР               | 8,6                 |
| 14    | Туркменская ССР     | 7,2                 |
| 15    | Казахская ССР       | 6,1                 |

## В порядке уменьшения размеров ВВП на душу населения (1985)
1. РСФСР (17,5 тысяч долларов США)[5]
2. Латвийская ССР (16,5)
3. Эстонская ССР (15,8)
4. Белорусская ССР (15,6)
5. Литовская ССР (13,0)
6. Украинская ССР (12,4)
7. Грузинская ССР (10,6)
8. Казахская ССР (10,1)
9. Молдавская ССР (10,0)
10. Армянская ССР (9,5)
11. Туркменская ССР (8,6)
12. Азербайджанская ССР (8,3)
13. Киргизская ССР (7,2)
14. Узбекская ССР (6,6)
15. Таджикская ССР (5,5)

## На почтовых марках

Почтовые марки СССР, 1947 год (в алфавитном порядке)
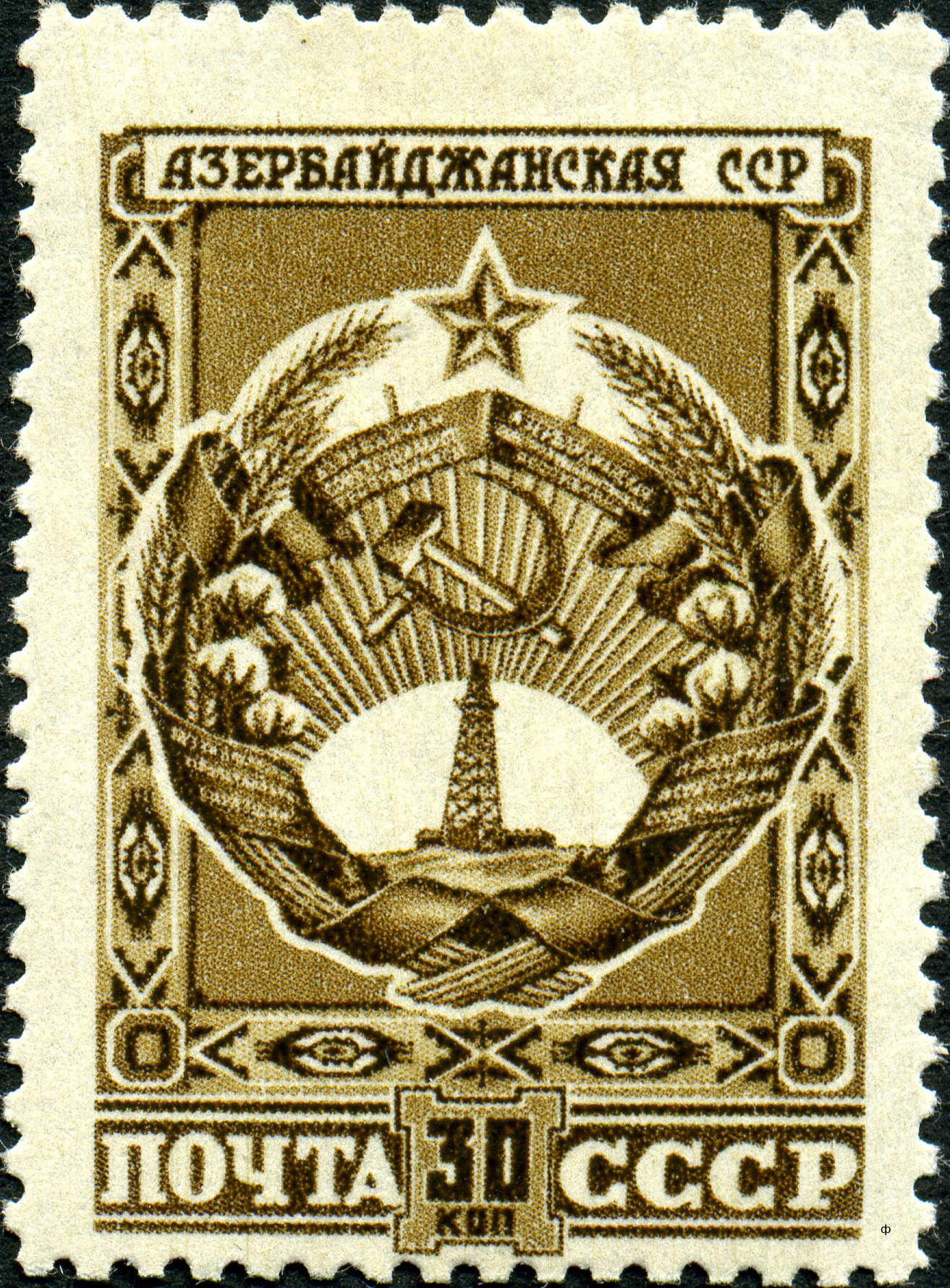
Азербайджанская ССР
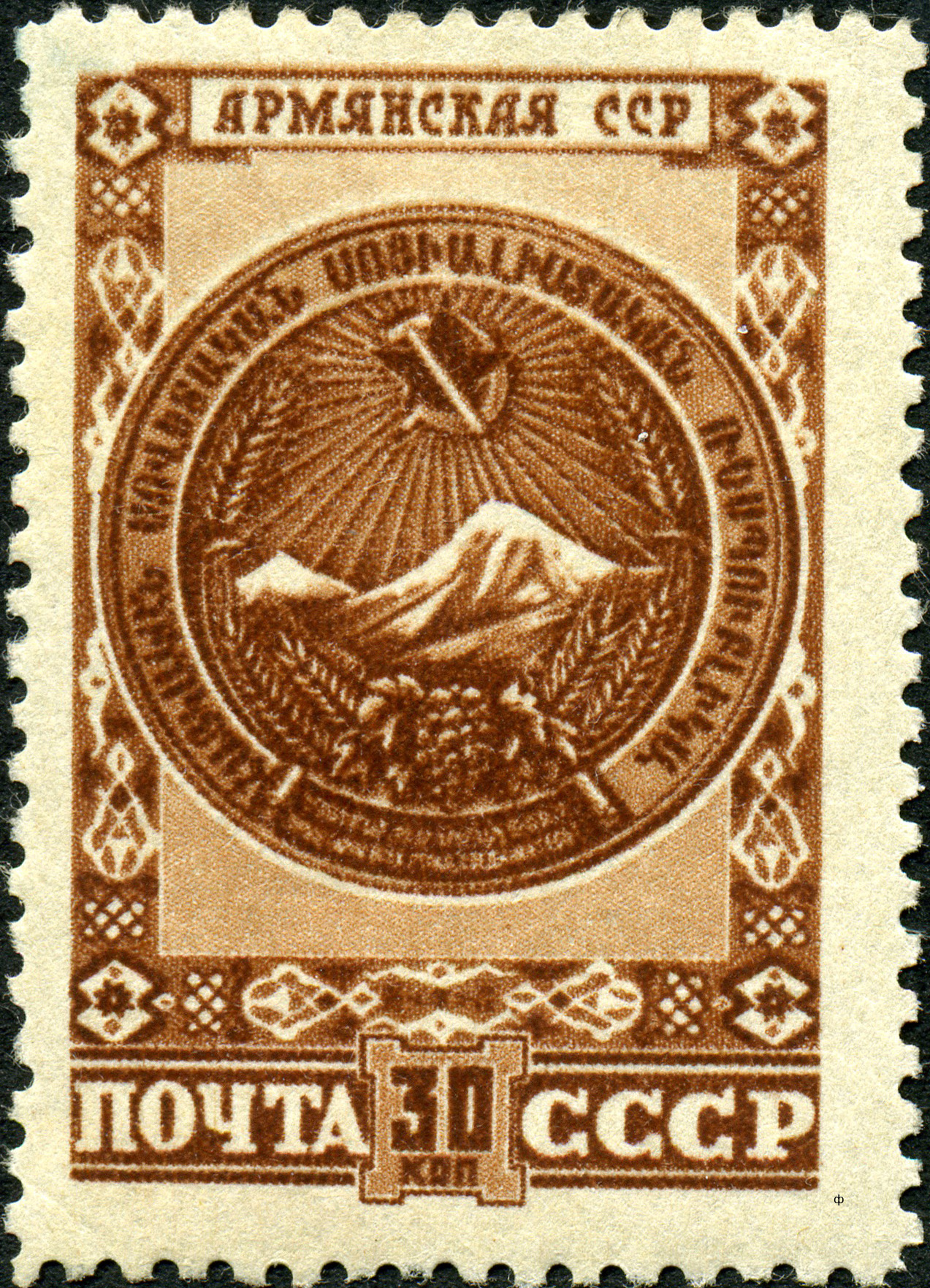
Армянская ССР
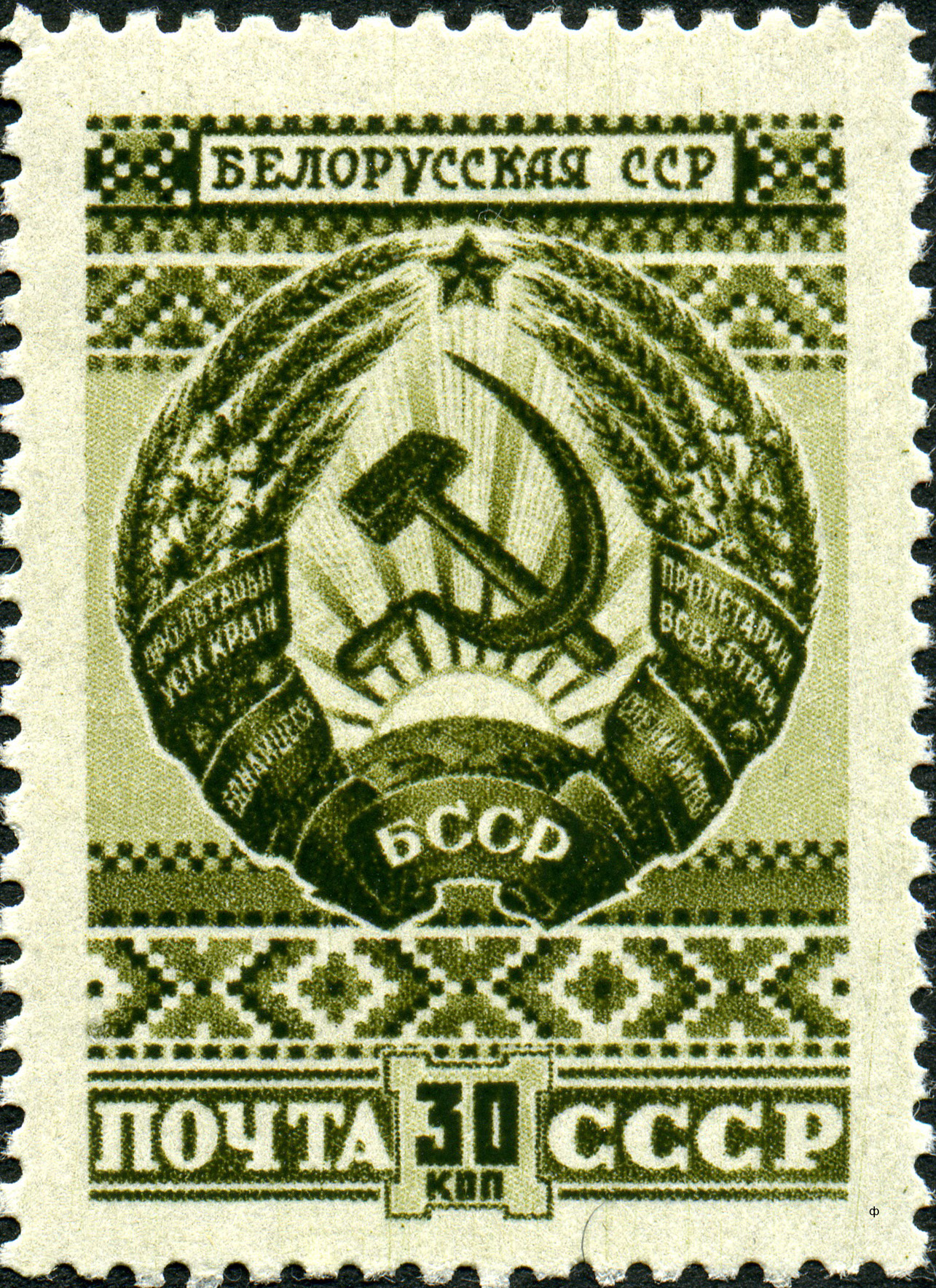
Белорусская ССР
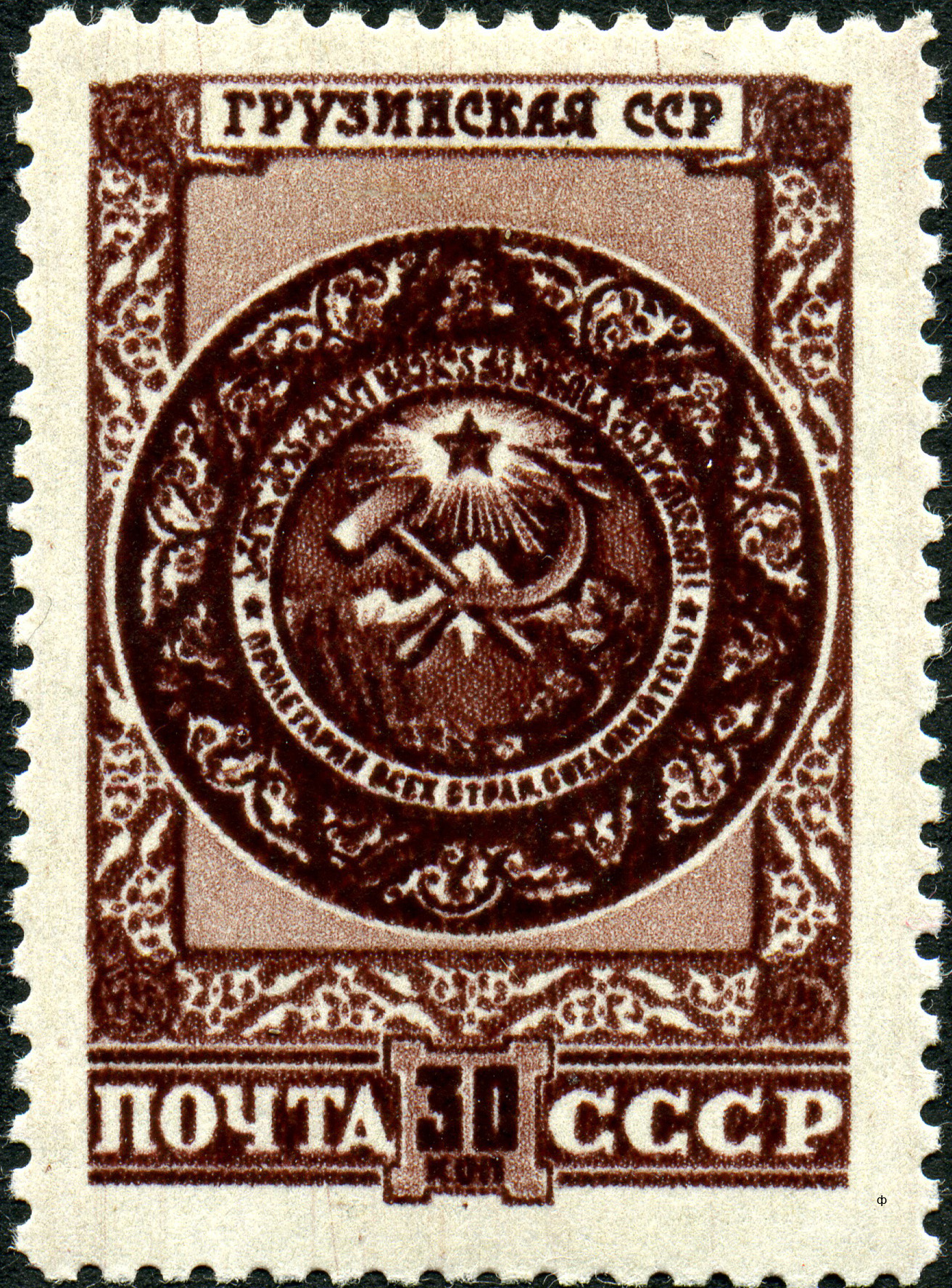
Грузинская ССР
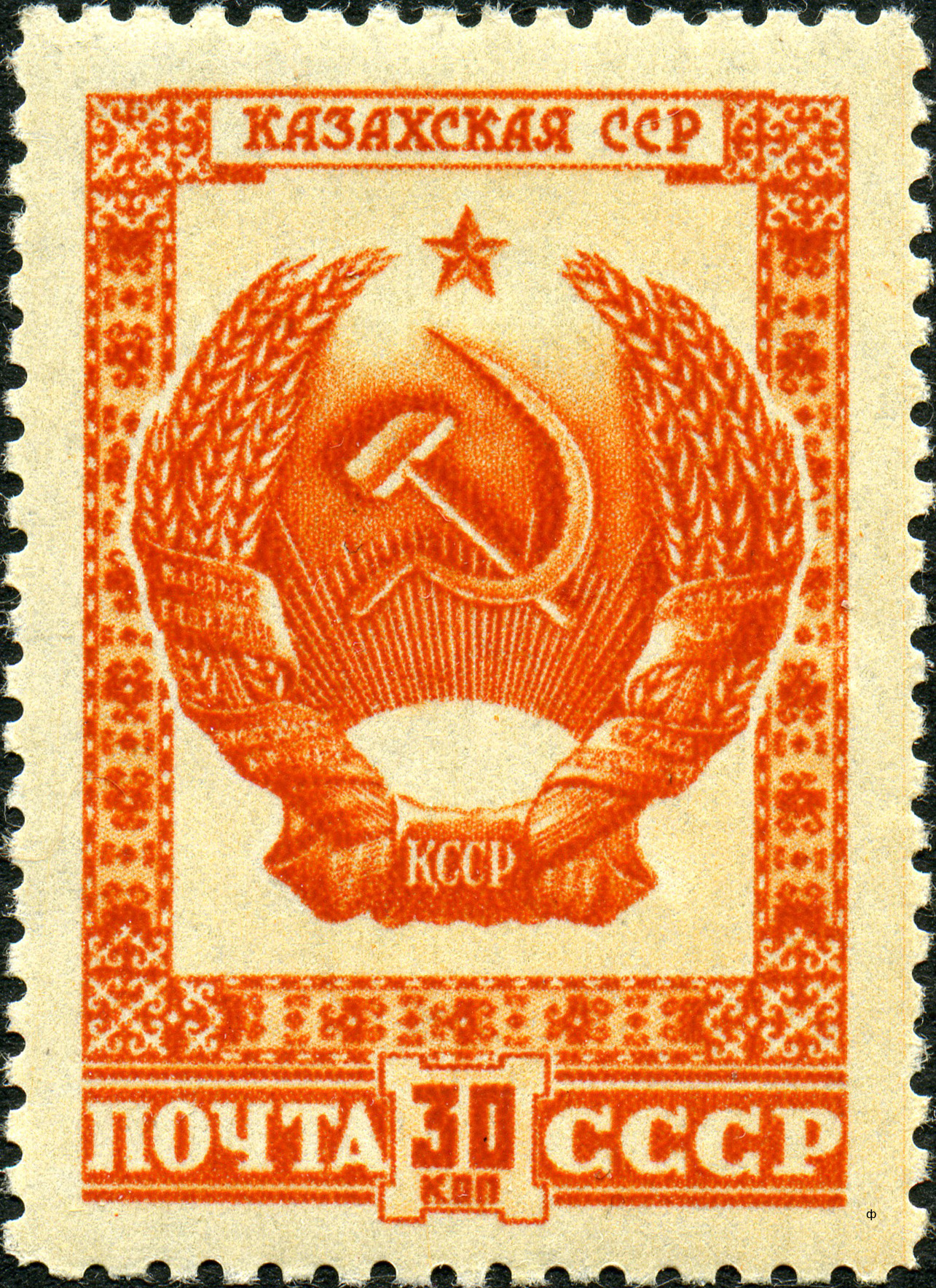
Казахская ССР
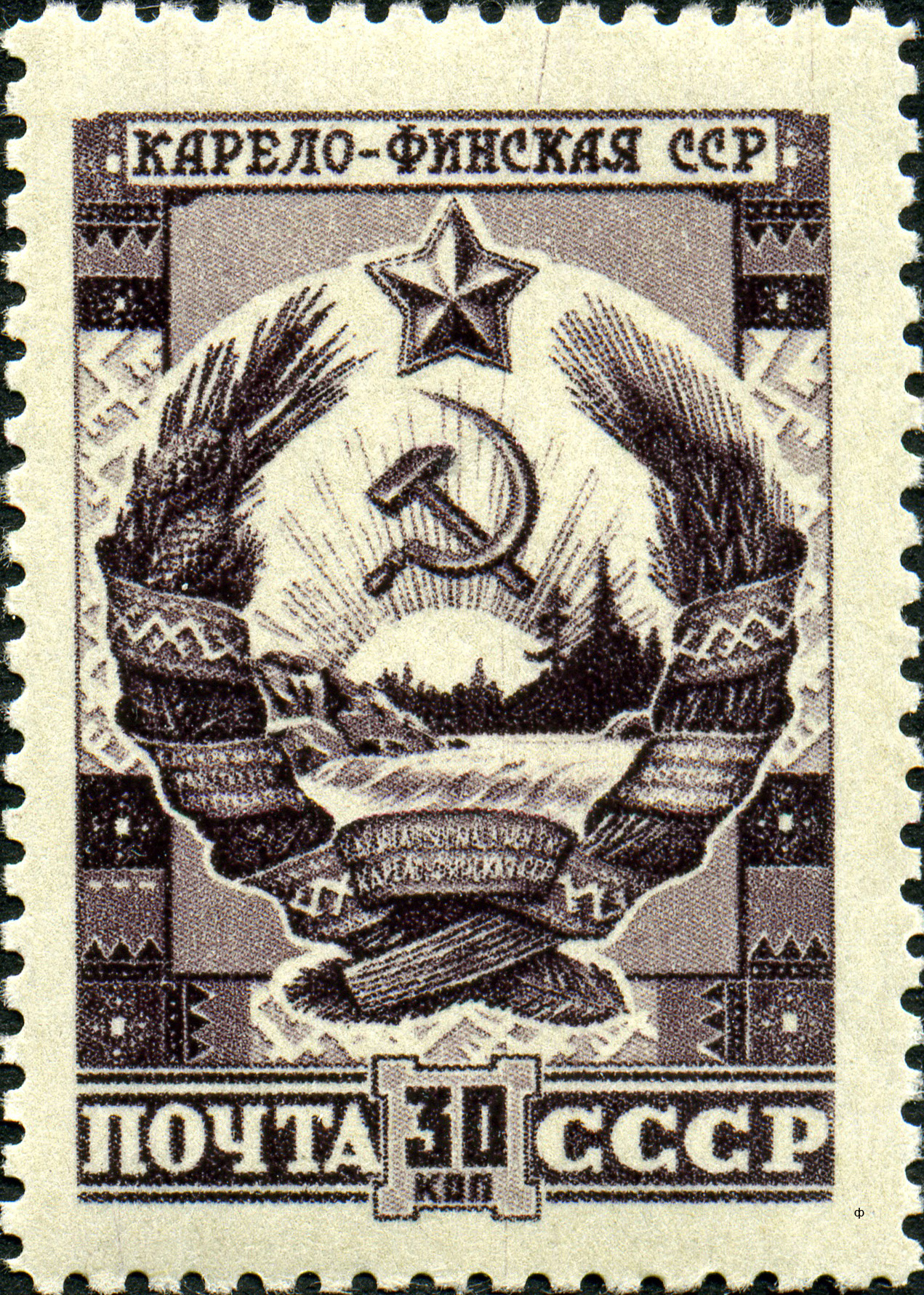
Карело-Финская ССР
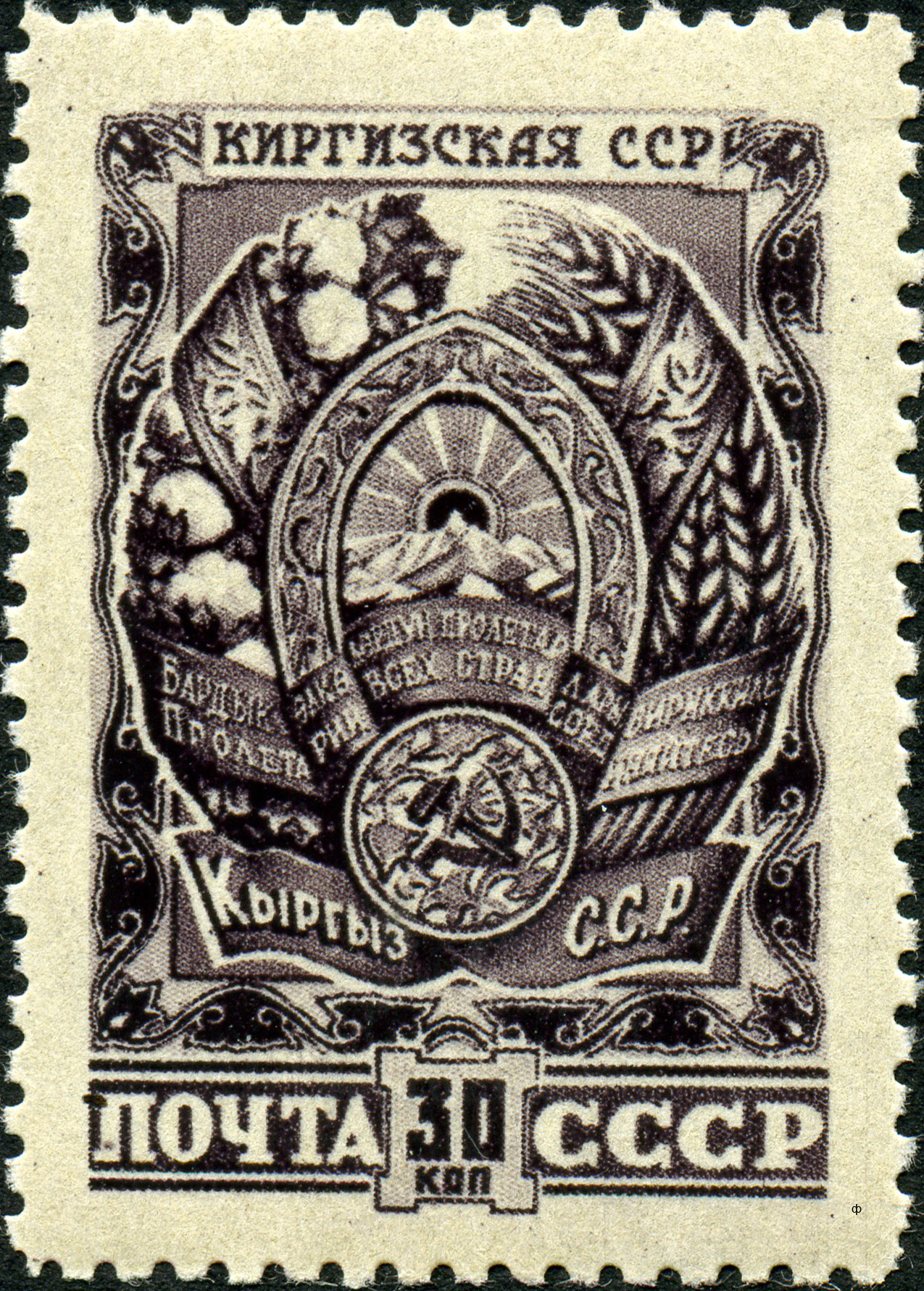
Киргизская ССР
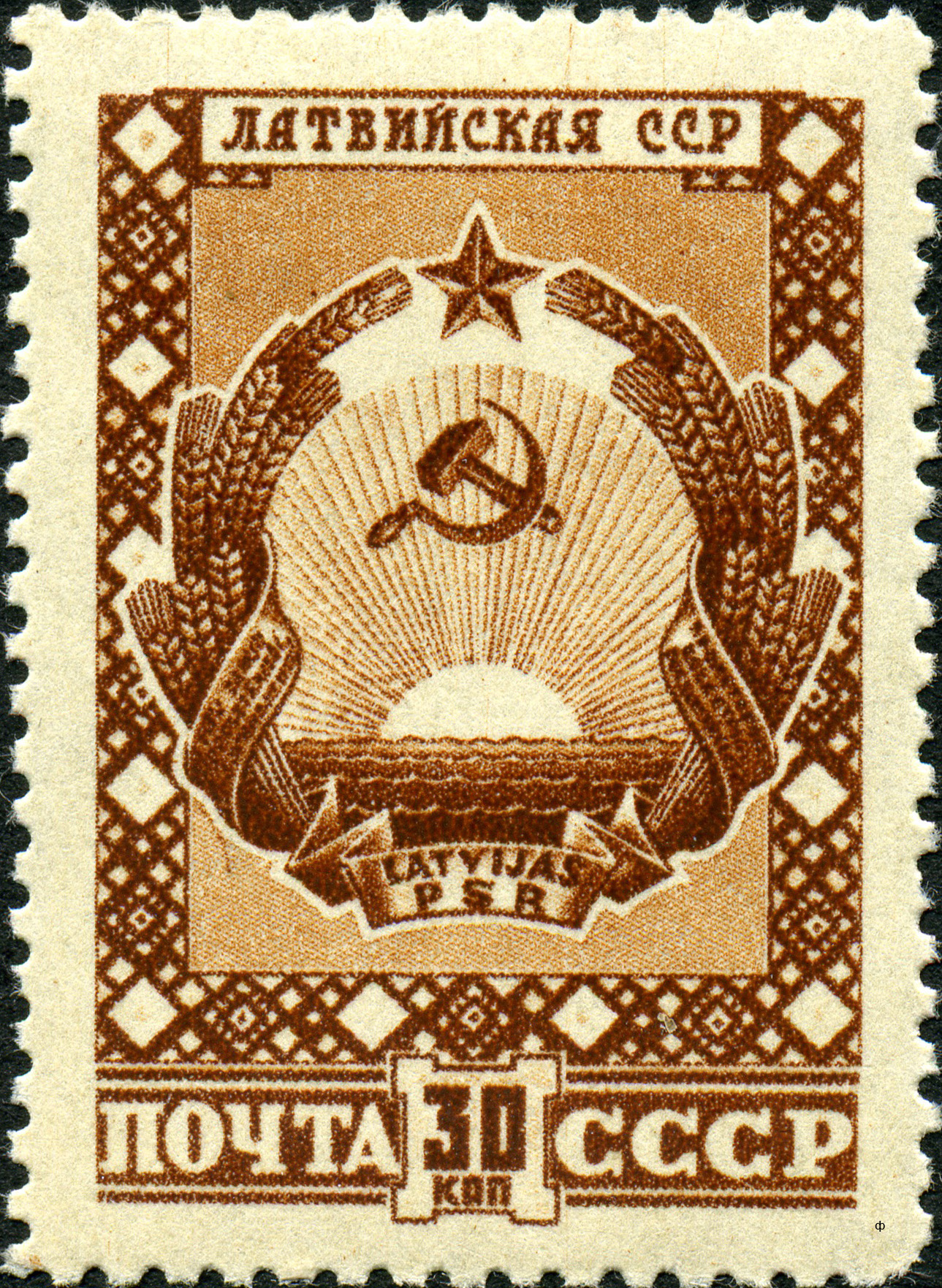
Латвийская ССР
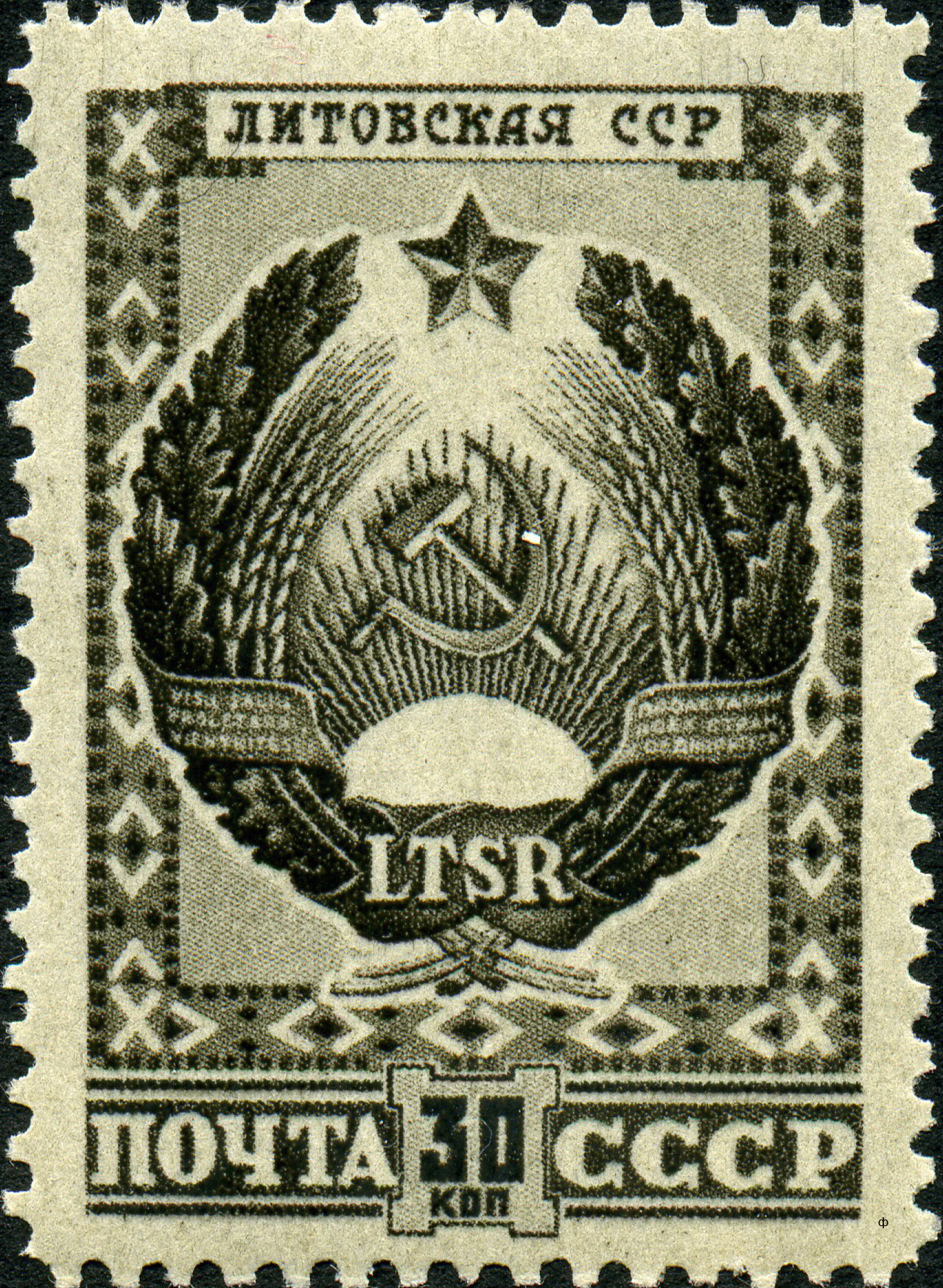
Литовская ССР
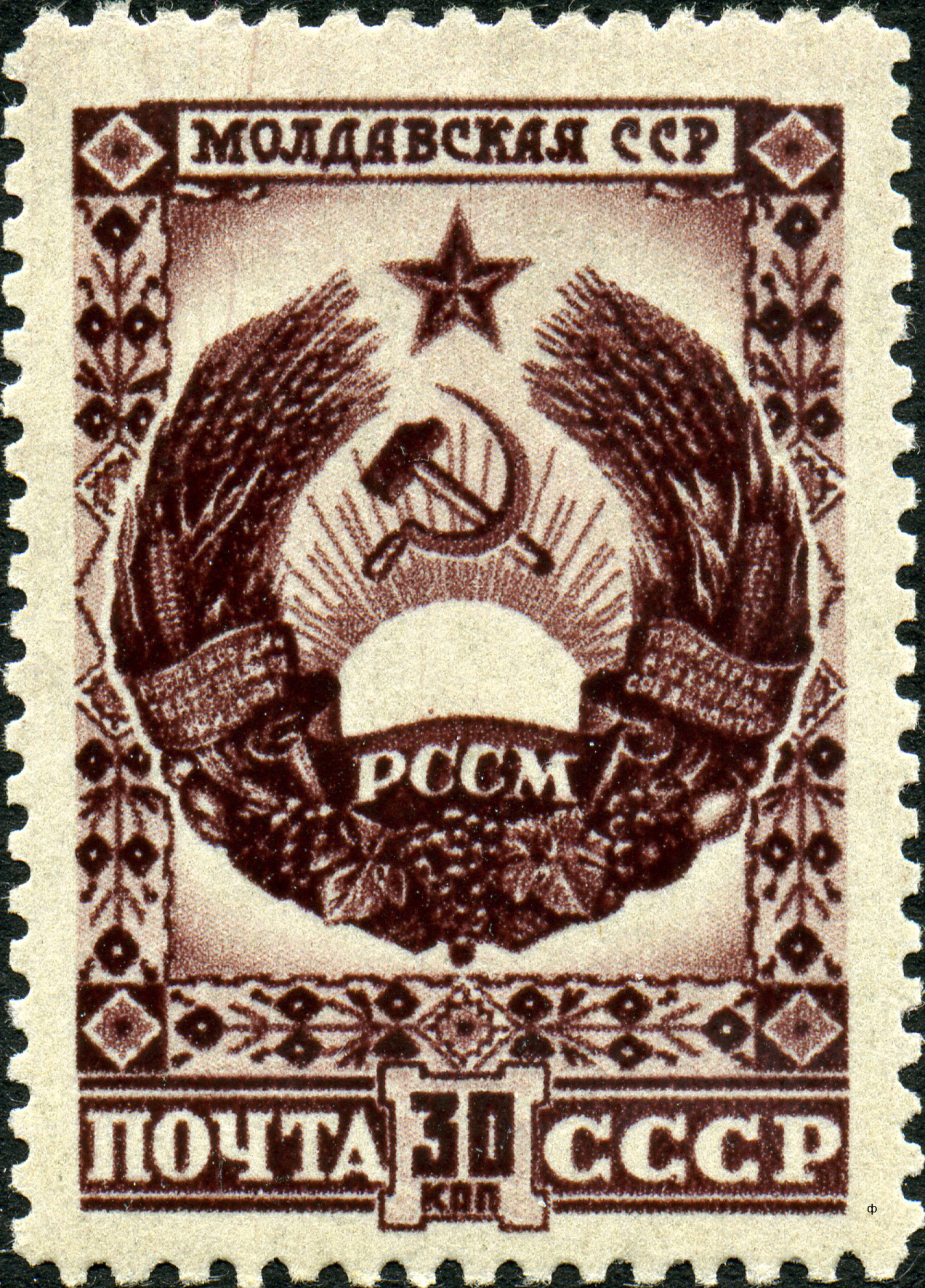
Молдавская ССР
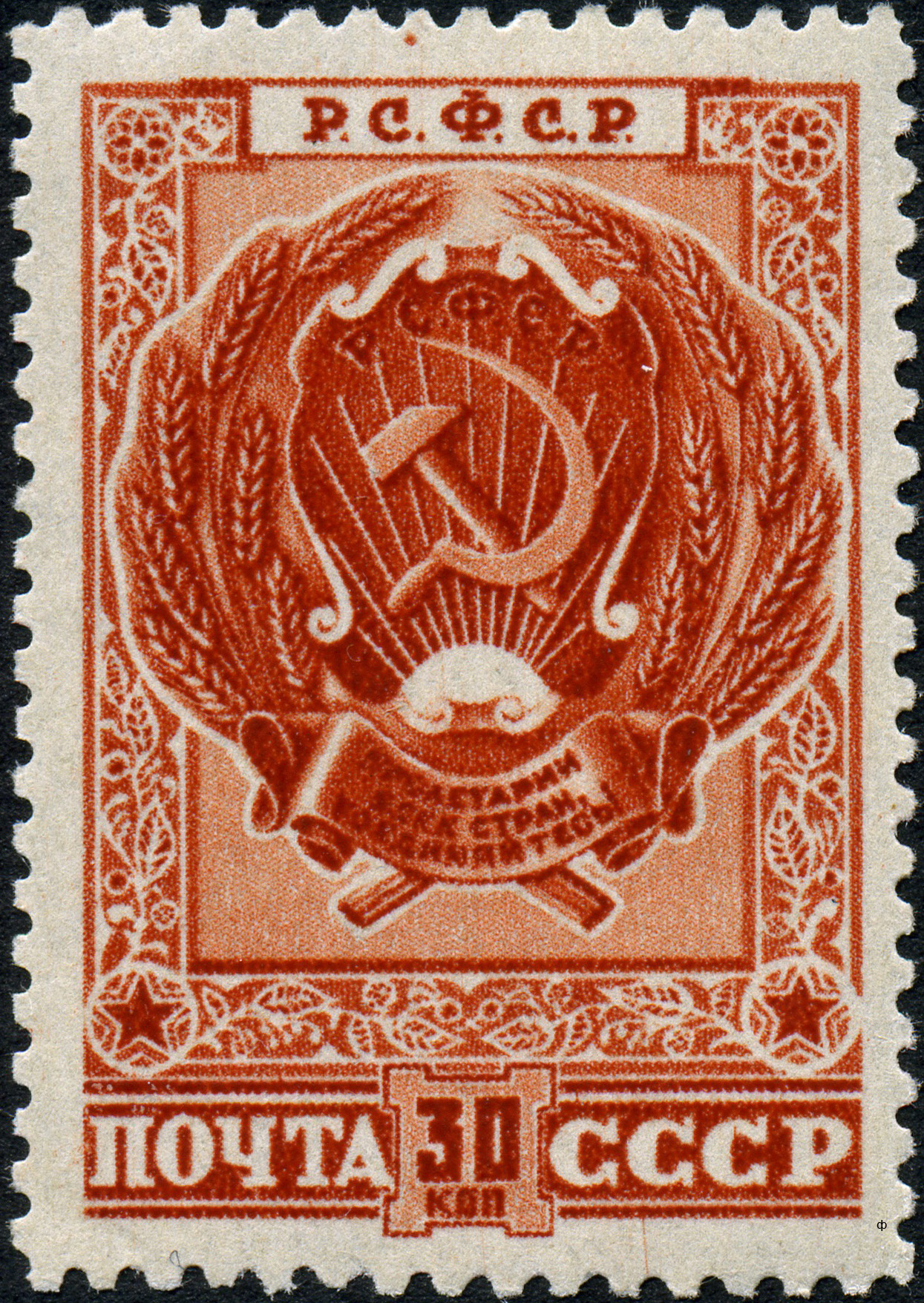
РСФСР
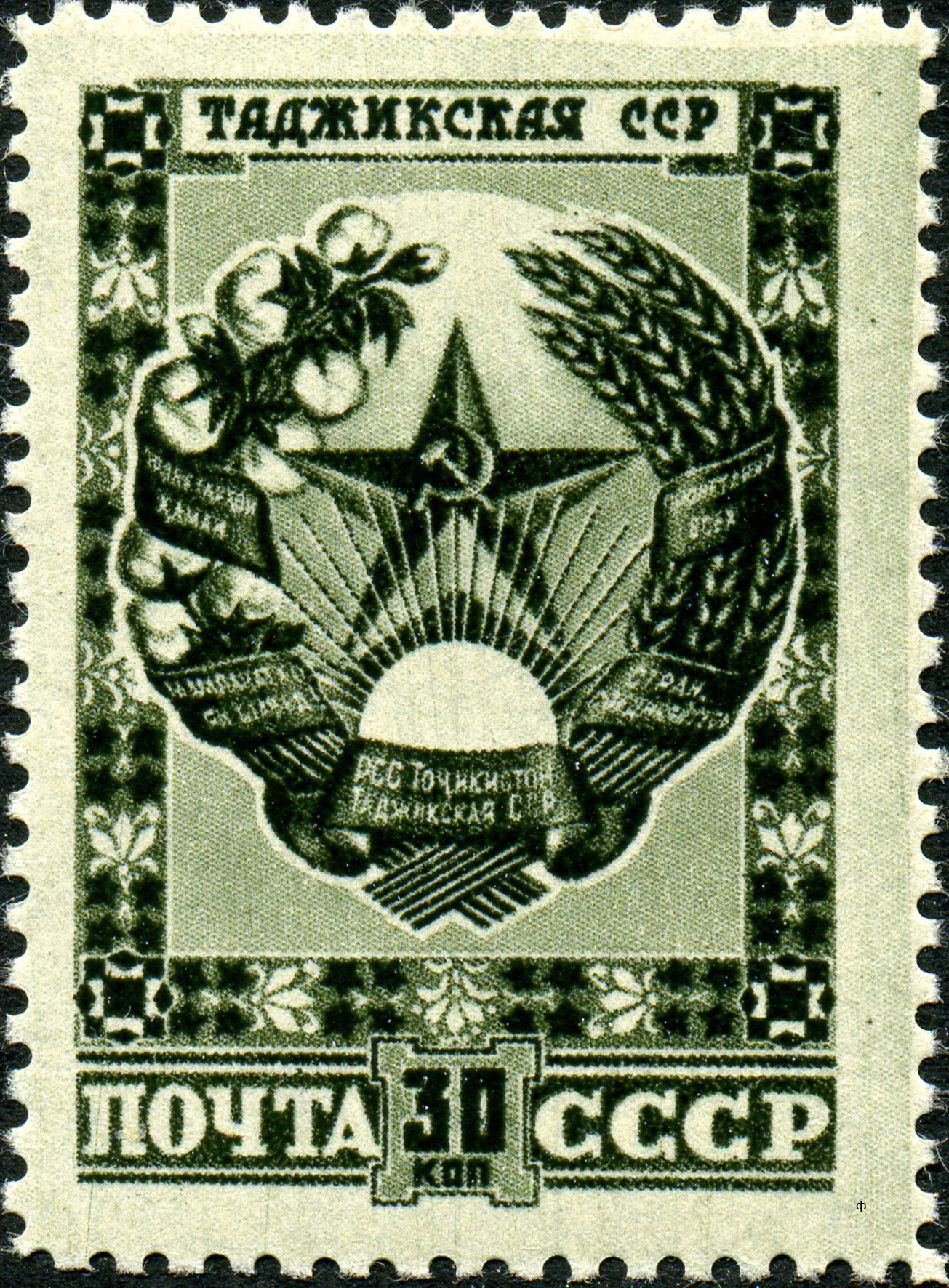
Таджикская ССР
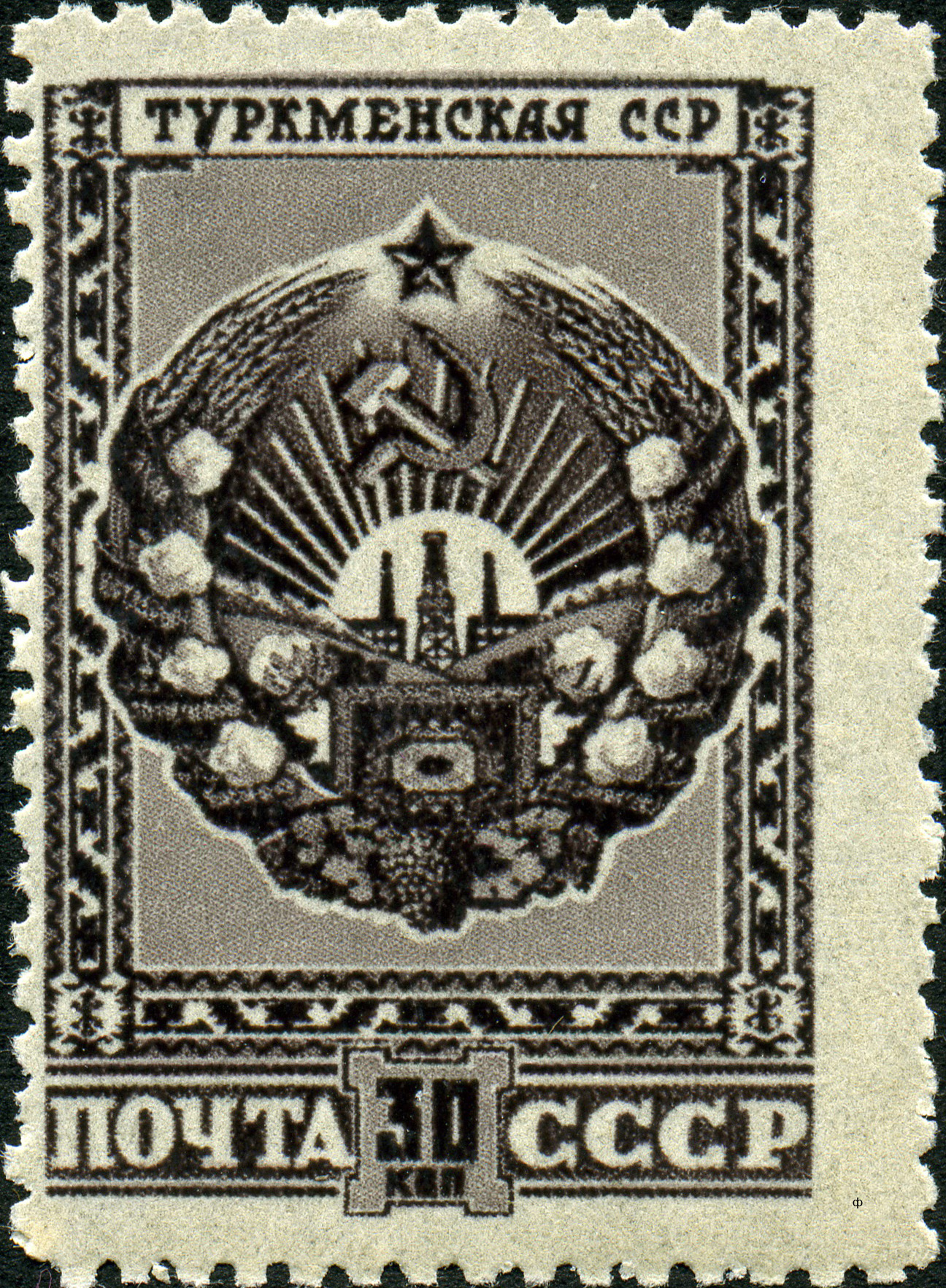
Туркменская ССР
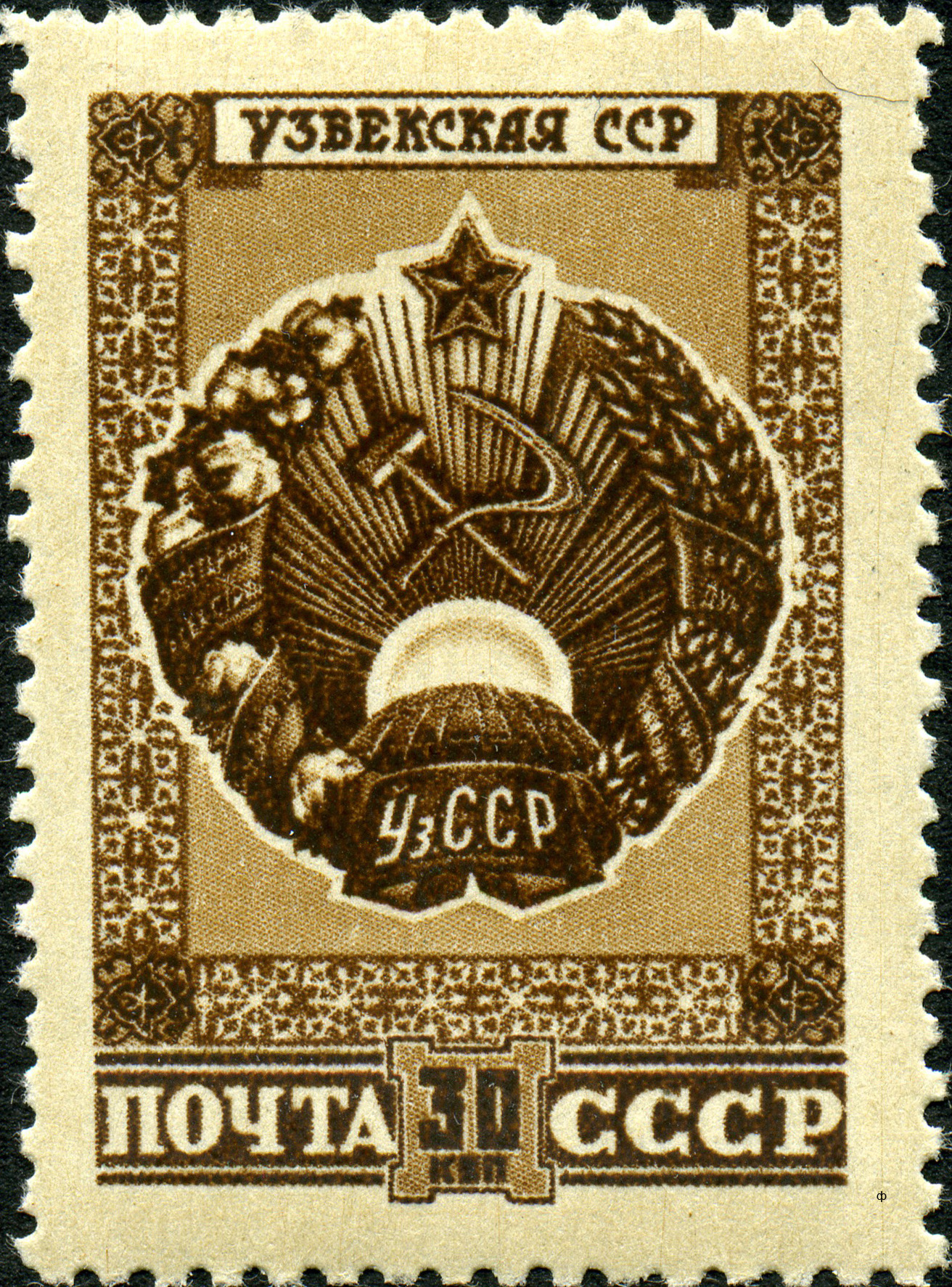
Узбекская ССР
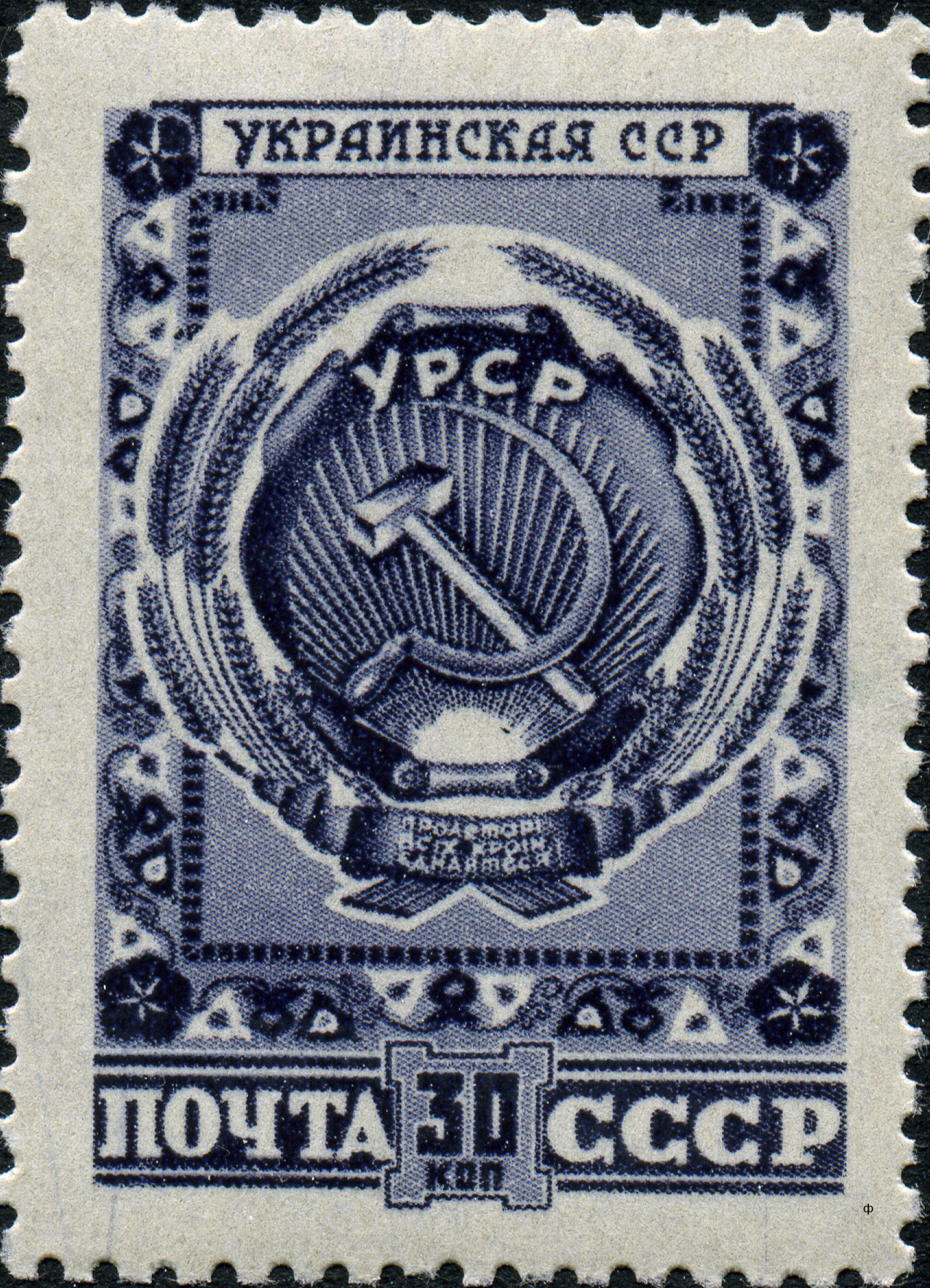
Украинская ССР
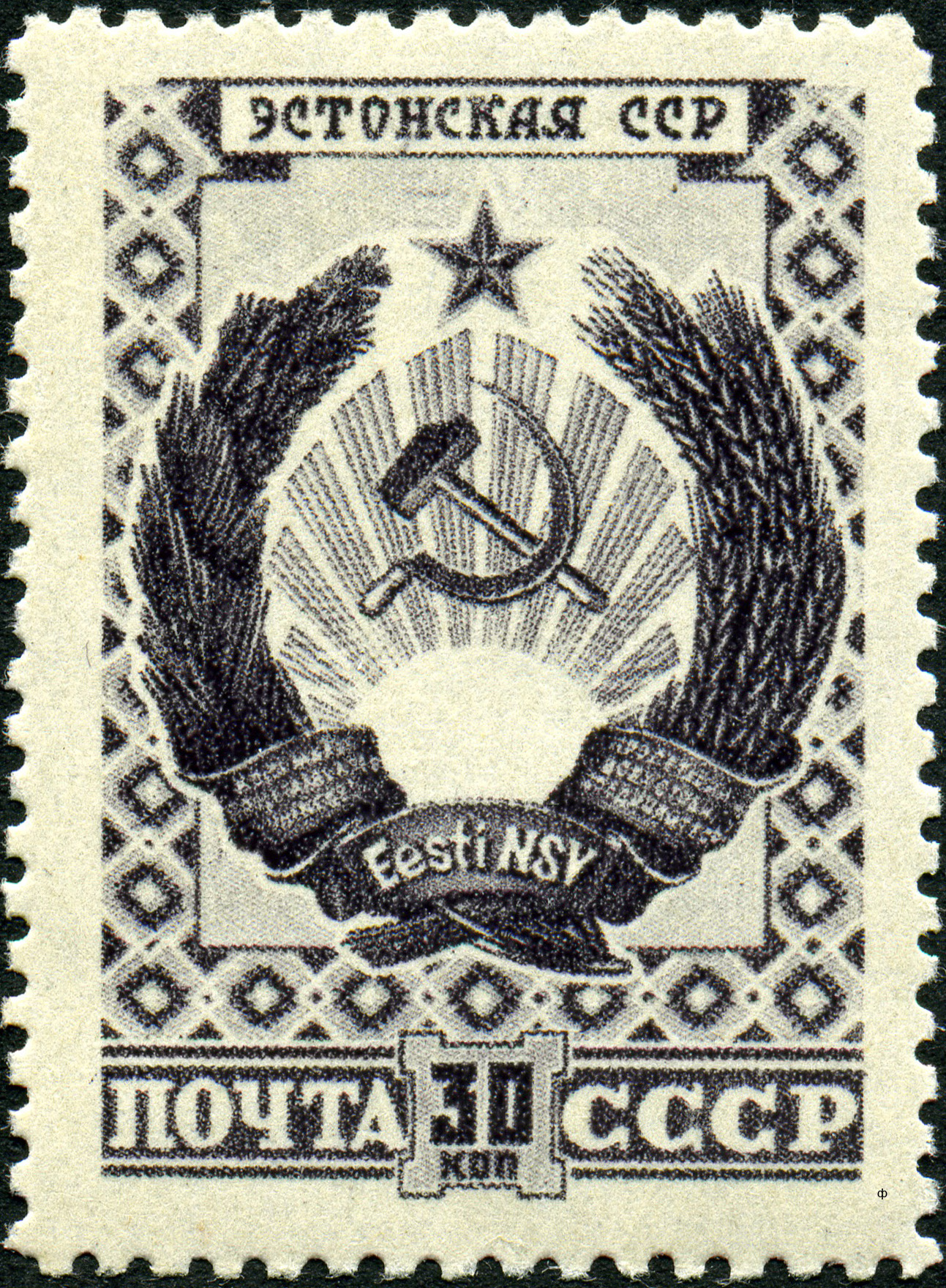
Эстонская ССР